# Mystus alasensis
Mystus alasensis és una espècie de peix de la família dels bàgrids i de l'ordre dels siluriformes que es troba a Sumatra (Indonèsia).
Els mascles poden assolir els 10,8 cm de longitud total.